# Undervisningsplan
Undervisningsplan kallades läroplanerna i den svenska folkskolan. 1919 års undervisningsplan UPL 1919 avskaffade bland annat katekesen, och barnen behövde inte lära sig lika mycket utantill. 1955 års undervisningsplan U-55 införde bland annat engelska från skolår 5.